# Dobra (Lubusz)
Pour les articles homonymes, voir Dobra.
Dobra (prononciation : [ˈdɔbra] ; allemand : Dober) est une localité polonaise de la gmina de Świdnica dans le powiat de Zielona Góra de la voïvodie de Lubusz dans l'ouest de la Pologne.
Elle se situe à environ 7 kilomètres à l'ouest de Świdnica (siège de la gmina) et 14 kilomètres à l'ouest de Zielona Góra (siège du powiat et de la diétine régionale).

## Histoire
Le nom allemand de la localité était Dober.
Après la Seconde Guerre mondiale, avec les conséquences de la Conférence de Potsdam et la mise en œuvre de la ligne Oder-Neisse, le territoire de la localité est intégré à la République populaire de Pologne. La population d'origine allemande est expulsée et remplacée par des polonais.
De 1975 à 1998, la localité appartenait administrativement à la voïvodie de Zielona Góra.

Depuis 1999, elle appartient administrativement à la voïvodie de Lubusz.